# 서울남부교도소
서울남부교도소(서울南部矯導所, 영어: Seoul Southern Detention Center)는 서울특별시 구로구 천왕동에 있는 대한민국의 교도소이다. 1968년부터 2011년까지는 영등포교도소라는 이름으로 불리다가, 2011년 현 위치로 이전하면서 명칭이 변경되었다.

## 역사
제1공화국 수립 후인 1949년 12월 경기도 부천군 소사읍 고척리(현 서울특별시 구로구 고척동)에 부천형무소라는 이름으로 개청하였다. 1961년에 교도행정 개편에 따라 부천교도소로 이름이 바뀌었다.
고척동이 경기도 부천군에서 서울특별시 영등포구로 편입된 이후인 1968년에 영등포교도소로 개명하였으며, 구로구가 분구된 1980년 이후에도 이 명칭은 한동안 유지되었다. 1979년부터는 정예직업훈련원을 병설로 설립하여 운영 중이다.
서울지검 북부지청이 문익환 목사에 대한 형 집행 정지를 취소하고 재수감을 했던 장소인 영등포교도소는 이외에도 한국사회의 문제를 비판한 풍자시 <오적>을 쓴 시인 김지하, 김근태, 김근태를 고문했던 이근안, 서울대학교 3학년 박종철이 수감되어 70-80년대 군사정권 시절 시국 사범들이 수감 생활을 하면서 민주화 운동의 상징적 장소로 불리기도 했지만 가족 6명을 위협해 인질극을 벌이고 5백만원을 훔친 지강헌과 80억원을 횡령하고도 지강헌보다 낮은 형을 선고받았던 전두환 전 대통령의 동생 전경환도 영등포 교도소에서 수감 생활을 했다.
최근에는 박준영 (1946년) 전 민주평화당 의원과 이청연 전 인천광역시교육청 교육감이 수감되었으나 이청연 전 교육감은 여주교도소로 이송되었다.
서울남부교도소장 순회점검(순시)가 있던 2021년 2월 1일에 전날 발열 증상이 나타나 코로나19 검사를 했던 취사장 작업원이 확진 판정을 받아 당일 저녘 배식을 '비상 식량'인 건빵 1봉으로 대체했으며 다음날인 2일 아침은 두유,초코파이, 빵 각 1개씩으로 대체했다. 이후 취사장 35명에 대해 전수조사를 하여 9명이 무증상 감염자로 확진 판정을 받아 전원 집단 격리 조치를 했다. 외부 업체 도시락으로 배식을 하다가 2월 26일 취사장 배식을 정상화했다.

## 부지 이전
고척동의 영등포교도소를 이전해달라는 주민들의 요구로, 선거 때마다 이전 문제가 쟁점이 되었다. 2011년에 교도소가 구로구 천왕동으로 이전되어 서울남부교도소로 명칭이 변경되었으며, 주변에 관사가 건설되었다. 2015년까지 교도소와 인근의 집이 모두 철거되고 아파트가 들어설 예정이다.